# UEFA-Pokal 2001/02

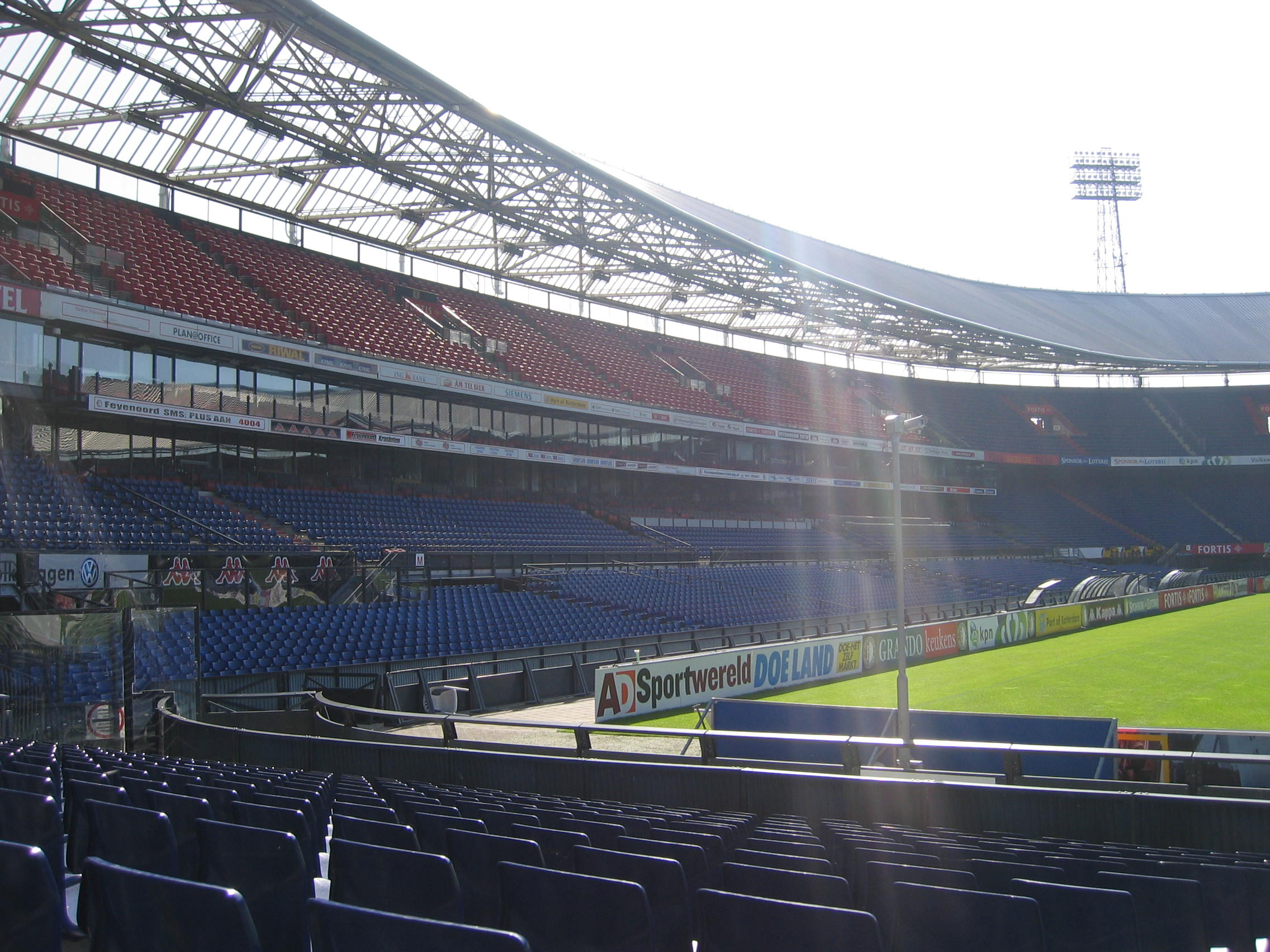
De Kuip in Rotterdam

Der UEFA-Pokal 2001/02 war die 31. Auflage des Wettbewerbes und wurde von Feyenoord Rotterdam in der heimischen De Kuip gegen Borussia Dortmund gewonnen. Die Rotterdamer konnten ihren Heimvorteil nutzen und gewannen das Spiel mit 3:2. Es war das 36. Europapokal-Finale mit deutscher Beteiligung (mit DDR).

## Modus
Zur Teilnahme berechtigt waren alle Vereine, die in zu Ende vergangenen Saison einen der durch die UEFA-Fünfjahreswertung geregelten UEFA-Cup-Plätze belegt hatten. Wie im Vorjahr qualifizierten sich wieder drei Klubs über den UEFA Intertoto Cup für die 1. Runde. Der Wettbewerb wurde in sechs Runden in Hin- und Rückspielen ausgetragen. Bei Torgleichstand entschied zunächst die Anzahl der auswärts erzielten Tore, danach eine Verlängerung, wurde in dieser nach zweimal 15 Minuten keine Entscheidung erreicht, folgte ein Elfmeterschießen, bis der Sieger ermittelt war. Zur 3. Runde stießen zudem die acht aus der ersten Gruppenphase der Champions League als Drittplatzierte ausgeschiedenen Vereine zum Teilnehmerfeld.

## Qualifikation
|                         | Gesamt    |                            | Hinspiel | Rückspiel |
| ----------------------- | --------- | -------------------------- | -------- | --------- |
| Neftçi Baku             | 0:1       | ND Gorica                  | 0:0      | 0:1       |
| FK Matador Púchov       | 4:2       | Sliema Wanderers           | 3:0      | 1:2       |
| MŠK SCP Ružomberok      | 3:1       | Belschyna Babrujsk         | 3:1      | 0:0       |
| Dinamo Bukarest         | 4:1       | KS Dinamo Tirana           | 1:0      | 3:1       |
| JK Trans Narva          | 3:5       | IF Elfsborg                | 13:0 1   | 0:5       |
| FC Brașov               | 7:1       | MIKA Aschtarak             | 5:1      | 2:0       |
| Arsenal Kiew            | 4:0       | FC Jokerit                 | 2:0      | 2:0       |
| FC Ararat Jerewan       | 0:5       | Hapoel Tel Aviv            | 0:2      | 0:3       |
| FC Dinaburg             | (a)2:2(a) | NK Osijek                  | 2:1      | 0:1       |
| Atlantas Klaipėda       | 00:12     | Rapid Bukarest             | 0:4      | 0:8       |
| Dinamo Tiflis           | 2:5       | BATE Baryssau              | 2:1      | 0:4       |
| Polonia Warschau        | 6:0       | Total Network Solutions FC | 4:0      | 2:0       |
| FK Pelister Bitola      | 3:4       | FC St. Gallen              | 0:2      | 3:2       |
| FK Obilić               | 5:1       | GÍ Gøta                    | 4:0      | 1:1       |
| HJK Helsinki            | 3:1       | FK Ventspils               | 2:1      | 1:0       |
| SK Tirana               | 4:5       | Apollon Limassol           | 3:2      | 1:3       |
| FK Schachzjor Salihorsk | 2:5       | ZSKA Sofia                 | 1:2      | 1:3       |
| FC Midtjylland          | 5:1       | Glentoran FC               | 1:1      | 4:0       |
| Viking Stavanger        | 2:1       | NK Brotnjo Čitluk          | 1:0      | 1:1       |
| Etzella Ettelbrück      | 1:6       | Legia Warschau             | 0:4      | 1:2       |
| Maccabi Tel Aviv        | 7:0       | Žalgiris Vilnius           | 6:0      | 1:0       |
| Myllykosken Pallo -47   | 2:5       | Helsingborgs IF            | 1:3      | 1:2       |
| Olympiakos Nikosia      | 6:4       | Dunaferr SE                | 2:2      | 4:2       |
| Zimbru Chișinău         | 1:4       | Gaziantepspor              | 0:0      | 1:4       |
| HB Tórshavn             | 2:6       | Grazer AK                  | 2:2      | 0:4       |
| FC Birkirkara           | (a)1:1(a) | Lokomotive Tiflis          | 0:0      | 1:1       |
| FC Vaduz                | 4:9       | NK Varteks Varaždin        | 3:3      | 1:6       |
| Glenavon FC             | 0:2       | FC Kilmarnock              | 0:1      | 0:1       |
| Vardar Skopje           | 1:6       | Standard Lüttich           | 0:3      | 1:3       |
| Cwmbran Town            | 0:5       | ŠK Slovan Bratislava       | 0:4      | 0:1       |
| NK Olimpija Ljubljana   | 7:0       | FK Shafa Baku              | 4:0      | 3:0       |
| FC Brügge               | 10:10     | ÍA Akranes                 | 4:0      | 6:1       |
| Dinamo Zagreb           | 2:0       | FC Flora Tallinn           | 1:0      | 1:0       |
| Debreceni VSC           | 3:1       | FC Nistru Otaci            | 3:0      | 0:1       |
| SS Cosmos               | 0:3       | SK Rapid Wien              | 0:1      | 0:2       |
| Longford Town           | 1:3       | Litex Lowetsch             | 1:1      | 0:2       |
| Brøndby IF              | 5:0       | Shelbourne FC              | 2:0      | 3:0       |
| FC Santa Coloma         | 1:8       | FK Partizan Belgrad        | 0:1      | 1:7       |
| AEK Athen               | 8:0       | CS Grevenmacher            | 6:0      | 2:0       |
| Fylkir Reykjavík        | 3:2       | Pogoń Stettin              | 2:1      | 1:1       |
| Marítimo Funchal        | 2:0       | FK Sarajevo                | 1:0      | 1:0       |

## 1. Runde
Aston Villa, Paris Saint-Germain und ES Troyes AC qualifizierten sich über den UEFA Intertoto Cup.
|                               | Gesamt    |                         | Hinspiel | Rückspiel |
| ----------------------------- | --------- | ----------------------- | -------- | --------- |
| ND Gorica                     | 1:3       | NK Osijek               | 1:2      | 0:1       |
| FK Viktoria Žižkov            | 0:1       | FC Tirol Innsbruck      | 0:0      | 0:1       |
| FK Matador Púchov             | 1:2       | SC Freiburg             | 0:0      | 1:2       |
| Roda JC Kerkrade              | 6:1       | Fylkir Reykjavík        | 3:0      | 3:1       |
| ES Troyes AC                  | 6:2       | MFK Ružomberok          | 6:1      | 0:1       |
| Paris Saint-Germain           | 3:0       | Rapid Bukarest          | 0:0      | 23:0 2    |
| Tschernomorez Noworossijsk    | 0:6       | FC Valencia             | 0:1      | 0:5       |
| KVC Westerlo                  | 0:3       | Hertha BSC              | 0:2      | 0:1       |
| Legia Warschau                | 10:20     | IF Elfsborg             | 4:1      | 6:1       |
| Dinamo Bukarest               | 2:6       | Grasshopper Club Zürich | 1:3      | 1:3       |
| BATE Baryssau                 | 0:6       | AC Mailand              | 0:2      | 0:4       |
| FC Marila Příbram             | 5:3       | CS Sedan                | 4:0      | 1:3       |
| Slovan Liberec                | 2:1       | ŠK Slovan Bratislava    | 2:0      | 0:1       |
| Haka Valkeakoski              | 1:4       | 1. FC Union Berlin      | 1:1      | 0:3       |
| Arsenal Kiew                  | 3:2       | Roter Stern Belgrad     | 3:2      | 0:0       |
| Gençlerbirliği Ankara         | 1:2       | Halmstads BK            | 1:1      | 0:1       |
| ZSKA Sofia                    | 4:2       | Schachtar Donezk        | 3:0      | 1:2       |
| Dynamo Moskau                 | 1:0       | FC Birkirkara           | 1:0      | 0:0       |
| FK Dnipro                     | 1:2       | AC Florenz              | 0:0      | 1:2       |
| FK Partizan Belgrad           | 2:5       | SK Rapid Wien           | 1:0      | 1:5       |
| Dinamo Zagreb                 | (a)3:3(a) | Maccabi Tel Aviv        | 2:2      | 1:1       |
| Polonia Warschau              | 1:4       | FC Twente Enschede      | 1:2      | 0:2       |
| AŠK Inter Slovnaft Bratislava | 1:3       | Litex Lowetsch          | 1:0      | 0:3       |
| AC Parma                      | 3:0       | HJK Helsinki            | 1:0      | 2:0       |
| FC Midtjylland                | 2:6       | Sporting Lissabon       | 0:3      | 2:3       |
| Olympiakos Nikosia            | 3:9       | FC Brügge               | 2:2      | 1:7       |
| NK Olimpija Ljubljana         | 2:4       | Brøndby IF              | 2:4      | 0:0       |
| Standard Lüttich              | 4:2       | Racing Straßburg        | 2:0      | 2:2       |
| FC St. Gallen                 | 3:2       | Steaua Bukarest         | 2:1      | 1:1       |
| Hapoel Tel Aviv               | 2:1       | Gaziantepspor           | 1:0      | 1:1       |
| Odd Grenland                  | (a)3:3(a) | Helsingborgs IF         | 2:2      | 1:1       |
| Servette Genf                 | 2:1       | Slavia Prag             | 1:0      | 1:1       |
| AEK Athen                     | 4:3       | Hibernian Edinburgh     | 2:0      | 2:3 n. V. |
| FC Utrecht                    | 6:3       | Grazer AK               | 3:0      | 3:3       |
| FC Kärnten                    | 0:4       | PAOK Thessaloniki       | 0:0      | 0:4       |
| Hajduk Split                  | 2:3       | Wisła Krakau            | 2:2      | 0:1       |
| Aston Villa                   | (a)3:3(a) | NK Varteks Varaždin     | 2:3      | 1:0       |
| FC Kilmarnock                 | 1:3       | Viking Stavanger        | 1:1      | 0:2       |
| Ajax Amsterdam                | 5:0       | Apollon Limassol        | 2:0      | 3:0       |
| FC Kopenhagen                 | 4:2       | FK Obilić               | 2:0      | 2:2       |
| Inter Mailand                 | 6:0       | FC Brașov               | 3:0      | 3:0       |
| Real Saragossa                | 5:1       | Silkeborg IF            | 3:0      | 2:1       |
| FC Chelsea                    | 5:0       | Lewski Sofia            | 3:0      | 2:0       |
| Girondins Bordeaux            | 6:4       | Debreceni VSC           | 5:1      | 1:3       |
| Ipswich Town                  | 3:2       | Torpedo Moskau          | 1:1      | 2:1       |
| Celta Vigo                    | 7:4       | SK Sigma Olmütz         | 4:0      | 3:4       |
| Marítimo Funchal              | 1:3       | Leeds United            | 1:0      | 0:3       |
| Anschi Machatschkala          | 30:1 3    | Glasgow Rangers         | 0:1      |           |

## 2. Runde
|                         | Gesamt |                    | Hinspiel | Rückspiel |
| ----------------------- | ------ | ------------------ | -------- | --------- |
| Viking Stavanger        | 0:3    | Hertha BSC         | 0:1      | 0:2       |
| Roda JC Kerkrade        | 5:3    | Maccabi Tel Aviv   | 4:1      | 1:2       |
| 1. FC Union Berlin      | 0:2    | Litex Lowetsch     | 0:2      | 0:0       |
| Arsenal Kiew            | 0:7    | FC Brügge          | 0:2      | 0:5       |
| NK Osijek               | 3:5    | AEK Athen          | 1:2      | 2:3       |
| FC Kopenhagen           | 1:0    | Ajax Amsterdam     | 0:0      | 1:0       |
| Legia Warschau          | 2:7    | FC Valencia        | 1:1      | 1:6       |
| Girondins Bordeaux      | 4:0    | Standard Lüttich   | 2:0      | 2:0       |
| Grasshopper Club Zürich | 6:5    | FC Twente Enschede | 4:1      | 2:4       |
| Hapoel Tel Aviv         | 3:1    | FC Chelsea         | 2:0      | 1:1       |
| PAOK Thessaloniki       | 8:3    | FC Marila Příbram  | 6:1      | 2:2       |
| Halmstads BK            | 1:7    | Sporting Lissabon  | 0:1      | 1:6       |
| SC Freiburg             | 4:2    | FC St. Gallen      | 0:1      | 4:1       |
| AC Florenz              | 4:2    | FC Tirol Innsbruck | 2:0      | 2:2       |
| FC Utrecht              | 1:3    | AC Parma           | 0:0      | 1:3       |
| NK Varteks Varaždin     | 3:6    | Brøndby IF         | 3:1      | 0:5       |
| AC Mailand              | 3:0    | ZSKA Sofia         | 2:0      | 1:0       |
| Paris Saint-Germain     | 6:2    | SK Rapid Wien      | 4:0      | 2:2       |
| Inter Mailand           | 2:1    | Wisła Krakau       | 2:0      | 0:1       |
| Glasgow Rangers         | 7:2    | Dynamo Moskau      | 3:1      | 4:1       |
| Real Saragossa          | 0:1    | Servette Genf      | 0:0      | 0:1       |
| Leeds United            | 6:5    | ES Troyes AC       | 4:2      | 2:3       |
| Ipswich Town            | 3:1    | Helsingborgs IF    | 0:0      | 3:1       |
| Celta Vigo              | 3:4    | Slovan Liberec     | 3:1      | 0:3       |

## 3. Runde
Lokomotive Moskau, Borussia Dortmund, RCD Mallorca, PSV Eindhoven, Celtic Glasgow, Olympique Lyon, OSC Lille und Feyenoord Rotterdam qualifizierten sich als Gruppendritte der ersten Gruppenphase der UEFA Champions League 2001/02 für die 3. Runde.
|                         | Gesamt          |                     | Hinspiel | Rückspiel |
| ----------------------- | --------------- | ------------------- | -------- | --------- |
| Girondins Bordeaux      | 1:2             | Roda JC Kerkrade    | 1:0      | 0:2       |
| Hapoel Tel Aviv         | 3:1             | Lokomotive Moskau   | 2:1      | 1:0       |
| Servette Genf           | 3:0             | Hertha BSC          | 0:0      | 3:0       |
| FC Kopenhagen           | 0:2             | Borussia Dortmund   | 0:1      | 0:1       |
| PAOK Thessaloniki       | 4:6             | PSV Eindhoven       | 3:2      | 1:4       |
| AC Parma                | 4:1             | Brøndby IF          | 1:1      | 3:0       |
| Slovan Liberec          | 5:2             | RCD Mallorca        | 3:1      | 2:1       |
| FC Brügge               | (a)4:4(a)       | Olympique Lyon      | 4:1      | 0:3       |
| AEK Athen               | 4:3             | Litex Lowetsch      | 3:2      | 1:1       |
| Grasshopper Club Zürich | 3:4             | Leeds United        | 1:2      | 2:2       |
| Feyenoord Rotterdam     | 3:2             | SC Freiburg         | 1:0      | 2:2       |
| AC Florenz              | 0:3             | OSC Lille           | 0:1      | 0:2       |
| Ipswich Town            | 2:4             | Inter Mailand       | 1:0      | 1:4       |
| AC Mailand              | 3:1             | Sporting Lissabon   | 2:0      | 1:1       |
| Glasgow Rangers         | 0:0 (4:3 i. E.) | Paris Saint-Germain | 0:0      | 0:0 n. V. |
| FC Valencia             | 1:1 (5:4 i. E.) | Celtic Glasgow      | 1:0      | 0:1 n. V. |

## Achtelfinale
|                  | Gesamt          |                     | Hinspiel | Rückspiel |
| ---------------- | --------------- | ------------------- | -------- | --------- |
| Roda JC Kerkrade | 1:1 (2:3 i. E.) | AC Mailand          | 0:1      | 1:0 n. V. |
| FC Valencia      | 5:2             | Servette Genf       | 3:0      | 2:2       |
| Hapoel Tel Aviv  | 2:1             | AC Parma            | 0:0      | 2:1       |
| PSV Eindhoven    | 1:0             | Leeds United        | 0:0      | 1:0       |
| Olympique Lyon   | 2:5             | Slovan Liberec      | 1:1      | 1:4       |
| OSC Lille        | (a)1:1(a)       | Borussia Dortmund   | 1:1      | 0:0       |
| Inter Mailand    | 5:3             | AEK Athen           | 3:1      | 2:2       |
| Glasgow Rangers  | 3:4             | Feyenoord Rotterdam | 1:1      | 2:3       |

Inter Mailand tat sich unerwartet schwer und kam nach zwei ausgeglichenen Spielen gegen AEK Athen nur mit Mühe und etwas Glück zu einem 3:1-Heimsieg nach 0:1-Rückstand und einem 2:2 auswärts nach zwischenzeitlichem 1:2-Rückstand. Leichter hatte es der FC Valencia, der den Hertha-Bezwinger Servette Genf mit 3:0 und 2:2 aus dem Wettbewerb warf. Die erste große Überraschung war das Ausscheiden des französischen Topklubs Olympique Lyon, der zuhause nur zu einem 1:1 gegen den tschechischen Klub Slovan Liberec kam und auswärts mit 1:4 unter die Räder kam. Dortmund kam glücklich und glanzlos gegen das stärkere Lille weiter, ohne zu gewinnen, nur aufgrund der Auswärtstorregel.
Die PSV Eindhoven schmiss einen weiteren Favoriten raus, Leeds United konnte mit 1:0 daheim geschlagen werden, auswärts konnte man 0:0 spielen. Feyenoord Rotterdam konnte das wichtige Auswärtstor bei den Glasgow Rangers erzielen und spielte 1:1, daheim behielt man in einem spannenden Spiel mit 3:2 knapp die Oberhand. Die nächste große Sensation gelang dem israelischen Team Hapoel Tel Aviv, das den großen Favoriten AC Parma, mit Stars wie Hakan Şükür und Fabio Cannavaro, mit 2:1 und 0:0 aus dem Turnier schmiss. Die AC Mailand mit seiner Starmannschaft sah nach dem 1:0 auswärts gegen Roda Kerkrade bereits wie der sichere Sieger aus, doch daheim verlor man 0:1 und da die Verlängerung torlos blieb, kam es zum Elfmeterschießen. Hier behielten die Italiener allerdings die Oberhand mit 3:2.

## Viertelfinale
|                 | Gesamt          |                     | Hinspiel | Rückspiel |
| --------------- | --------------- | ------------------- | -------- | --------- |
| Hapoel Tel Aviv | 1:2             | AC Mailand          | (4)1:0 4 | 0:2       |
| PSV Eindhoven   | 2:2 (4:5 i. E.) | Feyenoord Rotterdam | 1:1      | 1:1 n. V. |
| Slovan Liberec  | 0:4             | Borussia Dortmund   | 0:0      | 0:4       |
| Inter Mailand   | 2:1             | FC Valencia         | 1:1      | 1:0       |

Tel Aviv konnte seine Überraschungsserie nicht weiter fortsetzen. Mit dem 1:0 hatte man ein gutes Ergebnis daheim geschaffen, doch im Rückspiel musste man sich mit 0:2 geschlagen geben und schied aus.
Im rein niederländischen Duell zwischen der PSV Eindhoven und Feyenoord Rotterdam wurde es die erwartet enge Angelegenheit. Die PSV konnte nur 1:1 daheim spielen, doch Feyenoord machte es im Rückspiel nicht besser und spielte daheim ebenfalls 1:1. Da die Verlängerung torlos blieb, kam es zum Elfmeterschießen; hier konnte sich Feyenoord vor heimischen Publikum mit 5:4 durchsetzen.
Slovan Liberec war die Überraschungsmannschaft neben Hapoel Tel Aviv. Das 0:0 war dennoch eine eher mäßige Ausgangsposition für das Rückspiel, das Dortmund mit 4:0 gewann.
Der FC Valencia hatte sich mit dem 1:1 bei dem Favoriten Inter Mailand eine sehr gute Ausgangsposition für das Rückspiel im heimischen Mestalla geschaffen, doch Inter spielte auswärts sehr clever und war technisch seinem Gegner weit überlegen, sodass man einen 1:0-Erfolg feiern konnte.

## Halbfinale
|                   | Gesamt |                     | Hinspiel | Rückspiel |
| ----------------- | ------ | ------------------- | -------- | --------- |
| Borussia Dortmund | 5:3    | AC Mailand          | 4:0      | 1:3       |
| Inter Mailand     | 2:3    | Feyenoord Rotterdam | 0:1      | 2:2       |

Das Halbfinale hatte zwei Überraschungen parat.
Borussia Dortmund schaffte die Sensation mit einem 4:0-Heimsieg gegen die hoch eingeschätzte AC Mailand. Im Rückspiel lief man einem 0:3-Rückstand hinterher und wurde stark unter Druck gesetzt, erzielte aber mit einem Konter das 1:3 und zog somit ins Finale ein.
Inter Mailand verlor das Heimspiel mit 0:1, im Rückspiel konnte man trotz zweimaliger Führung nicht gewinnen und schied aus.

## Finale
| Feyenoord Rotterdam                            | Feyenoord Rotterdam | Borussia Dortmund | Borussia Dortmund | Aufstellung                                             |
| ---------------------------------------------- | --- | --- | ----------------- | ------------------------------------------------------- |
| Feyenoord Rotterdam                            | \| 8. Mai 2002 in Rotterdam (De Kuip) \| \| Ergebnis: 3:2 (2:0) \| \| Zuschauer: 48.500 \| \| Schiedsrichter: Vítor Melo Pereira ( Portugal) \| | \| 8. Mai 2002 in Rotterdam (De Kuip) \| \| Ergebnis: 3:2 (2:0) \| \| Zuschauer: 48.500 \| \| Schiedsrichter: Vítor Melo Pereira ( Portugal) \|                                                                     | Borussia Dortmund | Aufstellung Feyenoord Rotterdam gegen Borussia Dortmund |
| Feyenoord Rotterdam                            | Edwin Zoetebier – Christian Gyan, Kees van Wonderen, Patrick Paauwe, Tomasz Rząsa – Bonaventure Kalou (76. Johan Elmander), Paul Bosvelt , Shinji Ono (85. Ferry de Haan), Robin van Persie (63. Leonardo) – Jon Dahl Tomasson, Pierre van Hooijdonk Cheftrainer: Bert van Marwijk | Jens Lehmann – Evanilson, Christian Wörns, Jürgen Kohler, Dedê – Lars Ricken (70. Jörg Heinrich), Stefan Reuter , Tomáš Rosický, – Ewerthon (62. Otto Addo) Jan Koller, Márcio Amoroso Cheftrainer: Matthias Sammer | Borussia Dortmund | Aufstellung Feyenoord Rotterdam gegen Borussia Dortmund |
| Feyenoord Rotterdam                            | 1:0 Pierre van Hooijdonk (33., FE) 2:0 Pierre van Hooijdonk (40.) 3:1 Jon Dahl Tomasson (50.) | 2:1 Márcio Amoroso (47., FE) 3:2 Jan Koller (58.) | Borussia Dortmund | Aufstellung Feyenoord Rotterdam gegen Borussia Dortmund |
| Feyenoord Rotterdam                            | Tomasz Rząsa, Patrick Paauwe, Robin van Persie, Ferry de Haan | Márcio Amoroso, Dedê, Tomáš Rosický | Borussia Dortmund | Aufstellung Feyenoord Rotterdam gegen Borussia Dortmund |
| Feyenoord Rotterdam                            | Jürgen Kohler (31., Notbremse) | | Borussia Dortmund | Aufstellung Feyenoord Rotterdam gegen Borussia Dortmund |
| 8. Mai 2002 in Rotterdam (De Kuip)             | | |                   |                                                         |
| Ergebnis: 3:2 (2:0)                            | | |                   |                                                         |
| Zuschauer: 48.500                              | | |                   |                                                         |
| Schiedsrichter: Vítor Melo Pereira ( Portugal) | | |                   |                                                         |

## Beste Torschützen
ohne Qualifikationsrunde
| Rang | Spieler              | Klub                    | Tore |
| ---- | -------------------- | ----------------------- | ---- |
| 1    | Pierre van Hooijdonk | Feyenoord Rotterdam     | 8    |
| 2    | Mário Jardel         | Sporting Lissabon       | 6    |
|      | Richard Núñez        | Grasshopper Club Zürich | 6    |
|      | Mohamed Kallon       | Inter Mailand           | 6    |
| 5    | Jan Nezmar           | Slovan Liberec          | 5    |
|      | Yiasemis Yiasemakis  | PAOK Saloniki           | 5    |
|      | Pauleta              | Girondins Bordeaux      | 5    |
|      | Nicola Ventola       | Inter Mailand           | 5    |
|      | Márcio Amoroso       | Borussia Dortmund       | 5    |
|      | Milan Osterc         | Hapoel Tel Aviv         | 5    |